# 美斯恰克南那
美斯恰克南那（约公元前2485年—约公元前2450年在位）（英語：Mesh-Ki-Ang-Nanna）乌尔国王。其事迹被被用阿卡德语刻写在一只王后赠予的碗上。